# Лажиш (Прая-да-Витория)
Лажиш (порт. Lajes) — район (фрегезия) в Португалии, входит в округ Азорские острова. Расположен на острове Терсейра. Является составной частью муниципалитета Вила-да-Прая-да-Витория. Население составляет 3753 человека на 2001 год. Занимает площадь 11,15 км².
Покровителем района считается Архангел Михаил (порт. São Miguel Arcanjo).